# Silene obscura
Silene obscura är en nejlikväxtart som beskrevs av Voroshilov. Silene obscura ingår i släktet glimmar, och familjen nejlikväxter. Inga underarter finns listade i Catalogue of Life.